# Lista de jogos eletrônicos de Shaman King
A série de jogos eletrônicos Shaman King é baseada no mangá homônimo escrito e ilustrado por Hiroyuki Takei. Treze jogos foram desenvolvidos pelas empresas Studio Saizensen, Dimps, Bandai, Tuning Electronic, Konami e Winkysoft e distribuídos por King Records, Bandai e Konami, entre 2001 e 2006. Tais jogos foram lançados para uma variedade de consoles para casa e consoles portáteis, que incluem Game Boy Color, PlayStation, Game Boy Advance, WonderSwan Color, Nintendo GameCube e PlayStation 2. Os jogos produzidos no Japão foram apenas distribuídos no país. No entanto, a 4Kids Entertainment encomendou jogos para lançamento exclusivo na América do Norte e na Europa. O primeiro jogo da série, Shaman King Chou Senjiryokketsu: Meramera Version, foi produzido pelo Studio Saizensen e lançado pela King Records em 21 de dezembro de 2001, para Game Boy Color.
A série gira entorno de Yoh Asakura, um jovem xamã que luta ao lado do espírito conhecido como Amidamaru, um samurai morto no período Muromachi. Yoh está sendo treinado por sua esposa Anna Kyoyama para competir no Torneio Xamã, um campeonato onde será decidido que é o xamã mais poderoso do mundo. Nesse torneio, ele encontra diversos rivais que, assim como ele e sua cônjuge, servem como personagens jogáveis para a série de jogos.